# Mary Agnes Chase
Mary Agnes Meara Chase (Condado de Iroquois, Illinois, 29 de abril de 1869 - Bethesda, 24 de septiembre de 1963) fue una botánica e ilustradora estadounidense. Miembro de Silent Sentinels, fue una activista por el sufragismo y socialista. Coleccionó y describió más de 10.000 especímenes de pastos en sus viajes a través de Estados Unidos y América Latina.
Autora de varios libros entre los que destaca First Book of Grasses: The Structure of Grasses Explained for Beginners (Primer libro de gramíneas: La estructura de hierbas explicada para principiantes).
Su sobrino Virginius Heber Chase fue un conocido botánico y naturista.

## Biografía
En 1888 se casó con el periodista William Ingraham Chase, nieto del Obispo episcopal Philander Chase y director del periódico donde trabajaba como correctora de textos desde su juventud.
En 1893 visitó junto a su sobrino y futuro botánico Virginius Heber Chase la Exposición Mundial Colombina que en ambos causó una gran impresión. A partir de ese momento comenzó con el estudio de la flora.
Su habilidad para el dibujo le permitió trabajar en publicaciones de E. J. Hill como ilustradora de sus publicaciones (Plantae Utowanae y Plantae Yucatanae) y más tarde para Charles F. Millspaugh en el Museo Field de Historia Natural.
Desde 1903, comenzó a trabajar en el USDA en Washington con Albert Spear Hitchcock como ilustradora. De esta colaboración salieron dos trabajos en 1910 y 1915 sobre pastos norteamericanos del género Panicum y de un trabajo hecho por Chase sobre pastos de Puerto Rico en 1917 llamado: Grasses of the West Indies (Pastos de las Indias Occidentales).
En 1922, año en que se publica su First Book of Grasses: The Structure of Grasses Explained for Beginners., viaja a Europa Occidental para visitar varios herbarios. En Viena colaboró con Eduard Hackel en su recolección de pastos alpinos. Tras su vuelta en 1923 se convirtió en botánica asistente del USDA
En 1924 la principal exploradora del USDA del Tío Sam, como se la conoció en Brasil, viajó por primera vez al país carioca donde trabajó con la botánica Maria Bandeira y recolectó 20 000 especies de plantas. En su segundo viaje a tierras brasileñas en 1929 recolectó 10 nuevas especies de pastos. Si bien toda su colección pasó a formar parte del Herbario Nacional de los Estados Unidos los viajes fueron financiados por ella misma.

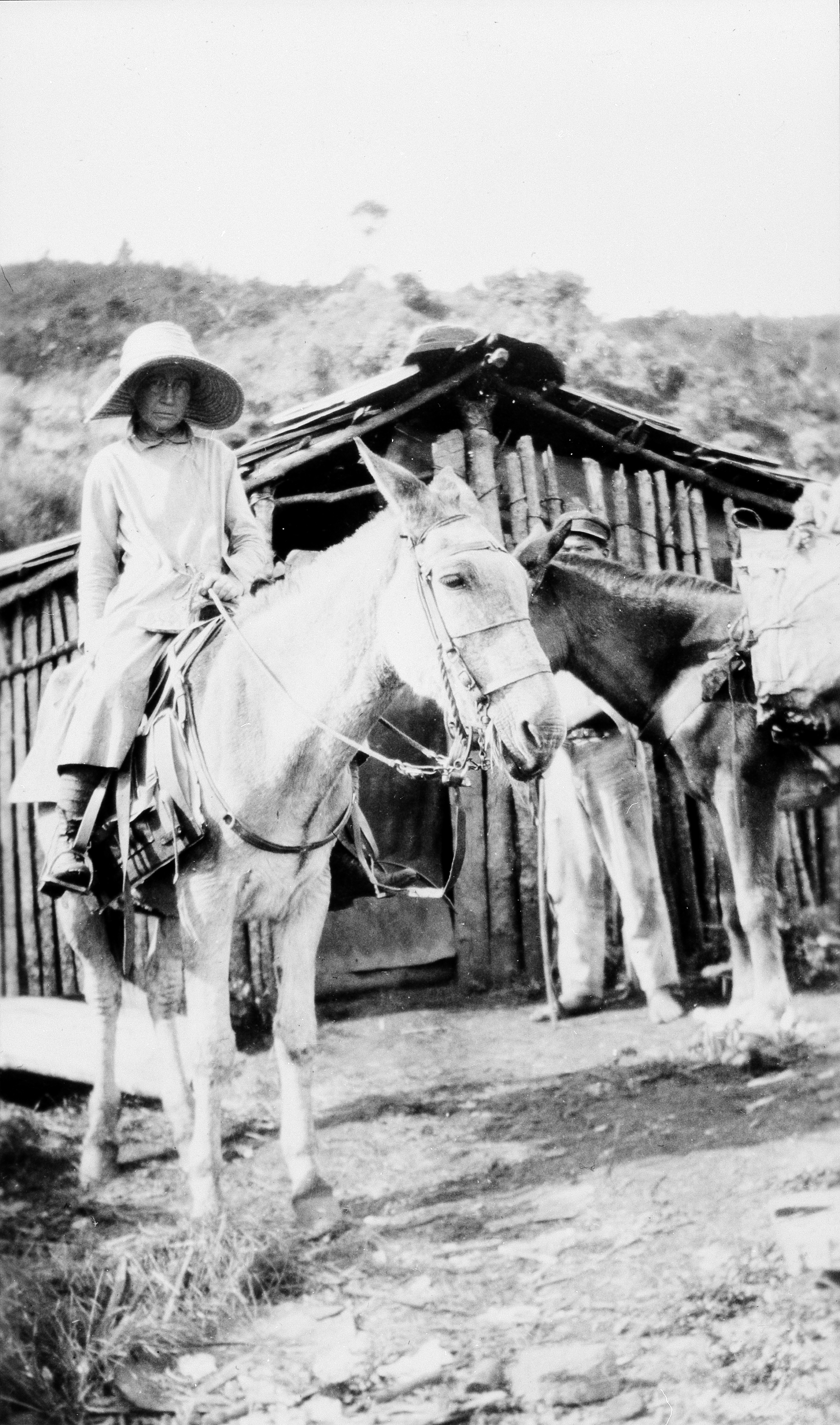
En Brasil (1929)

Tras su vuelta del primer viaje a Brasil, Chase pasó a ser botánica asociada del Departamento de Agricultura estadounidense para que once años después fuese la máxima responsable de todo el departamento de Agrostología Sistemática del USDA. Capacitada para este puesto desde hacía bastante tiempo, "el poder de Chase dentro de su institución se vio en ocasiones socavado por sus propias actividades políticas" pues fue una activista por el sufragio femenino que en numerosas ocasiones no dudo ignorar su posición en busca de lo que para ella era una causa legítima.
Miembro de las Silent Sentinels, Chase prometió que quemaría públicamente cualquier publicación en la que Woodrow Wilson, presidente de los Estados Unidos, utilizara las palabras freedom y liberty (libertad ambas acepciones) hasta que a las mujeres les fuera concedido el sufragio. Debido a estos actos ella y muchas más mujeres del Partido Nacional de la Mujer y de la Asociación Nacional pro Sufragio de la Mujer fueron arrestadas y enviadas a prisión. Ella fue detenida y procesada en 1915 y en 1918.
En 1935, tras el éxito de First Book of Grasses: The Structure of Grasses Explained for Beginners que fue además traducido a varios idiomas, publica junto a Hitchcock Manual of the Grasses of the United States (Manual de los pastos de Estados Unidos) que fue reeditado ocho veces en tres años.
En 1939 se retiró del USDA, pero siguió como custodio en el Herbario Nacional hasta su muerte. Un año después el Gobierno venezolano para hacer trabajo de campo. En dicho trabajo encontró once pastos autóctonos que hasta ese momento eran desconocidos.
Desde 1941 se dedicó a instruir a George Black y a apoyar a diferentes mujeres en su investigación científica tanto en Estados Unidos como en Canadá, Filipinas y varios países latinoamericanos entre las que destaca Zoraida Luces de Febres.
En el año 1956, la Sociedad Botánica de América la reconocía «entre las agrostologistas más destacadas del mundo» y le otorgaban el certificado de Mérito y dos años después recibió el doctorado honoris causa en ciencias por la Universidad de Illinois.

## Algunas publicaciones
- 1959. Primer libro de las gramineas. 184 pp. Bib. Orton IICA / CATIE. en línea
- 1922. First book of grasses: the structure of grasses explained for beginners. The Rural text-book series. Macmillan. 122 pp. Reimprimió Nabu Press, 2010. 148 pp. ISBN 1177559315

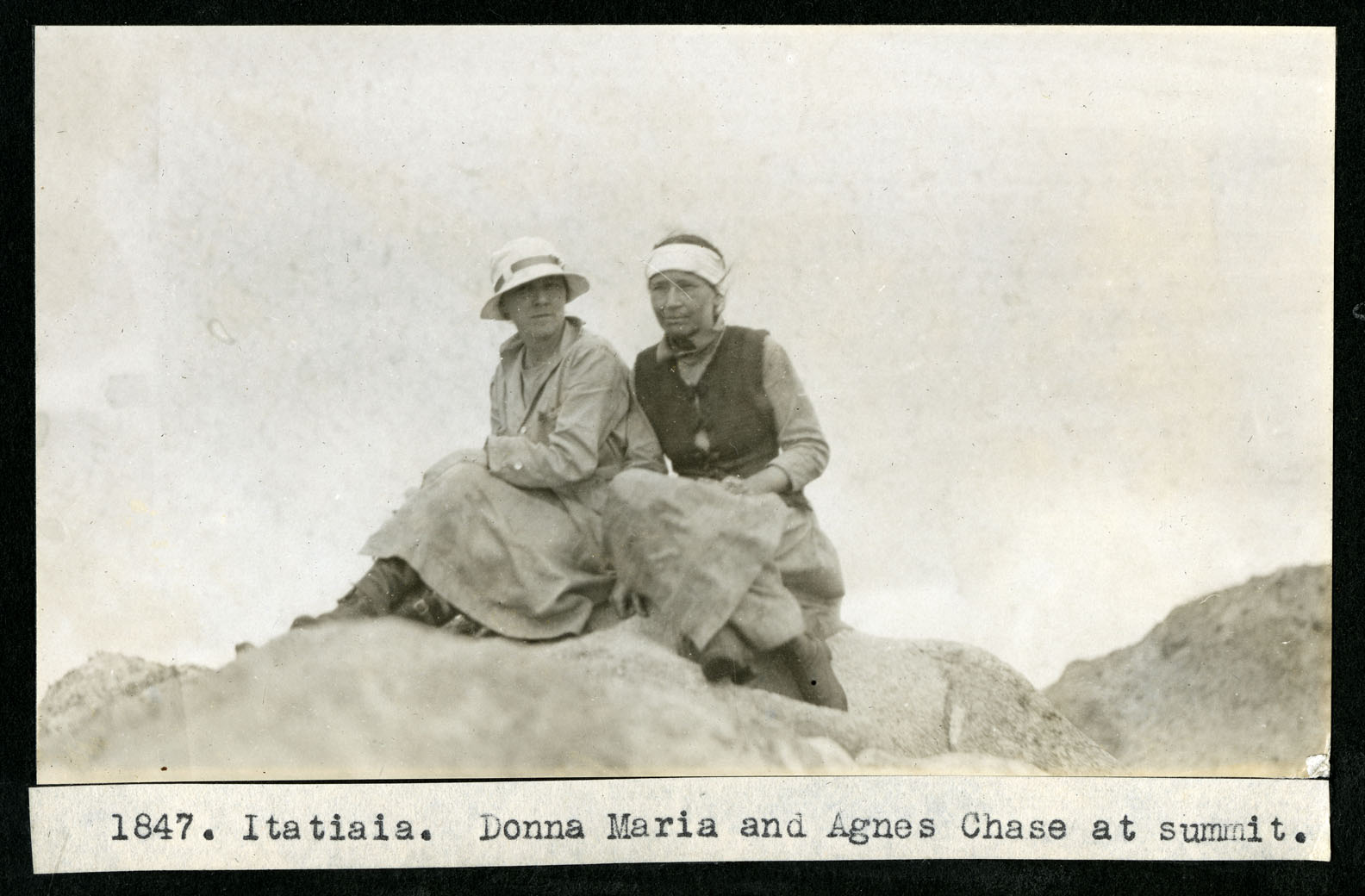
Con Maria Bandeira en Itatiaia (Brasil) (1924)

## Reconocimientos
- 1958: doctorado honoris causa Universidad de Illinois[14]

## Membresías
- 1959: de honor del Instituto Smithsoniano[14]
- 1956: certificado de Mérito de Botanical Society of America[14]
- 1961: de la Sociedad Linneana de Londres[14]

## Epónimos
- (Asteraceae) Agnesia Zuloaga & Judz.[15]
- (Poaceae) Agnesia Zuloaga & Judz.[16]